# リオアリバ郡 (ニューメキシコ州)
リオアリバ郡（Rio Arriba County）は、アメリカ合衆国ニューメキシコ州にある郡。人口は4万0363人（2020年）。郡庁はティエラアマリーリャ（Tierra Amarilla）にある。

## 地理
総面積は15,271 km² (5,896 mi² )で、陸地面積は15,171 km² (5,858 mi²)、水面積は100 km² (38 mi²)で、全体の0.65%である。最高点はトルチャス峰頂上の海抜13,102フィートである。

## 隣接する郡
- タオス郡 (ニューメキシコ州) - 東
- モラ郡 (ニューメキシコ州) - 南東
- サンタフェ郡 (ニューメキシコ州) - 南
- ロスアラモス郡 (ニューメキシコ州) - 南
- サンドヴァル郡 (ニューメキシコ州) - 南
- サンファン郡 (ニューメキシコ州) - 西
- アーシュレタ郡 (コロラド州) - 北
- コネジョス郡 (コロラド州) - 北

## 人口統計
以下は2000年国勢調査における人口統計データである。
基礎データ
- 人口: 41,190人
- 世帯数: 15,044世帯
- 家族数: 10,816家族
- 人口密度: 3/km² (7/mi²）
- 住居数: 18,016軒
- 住居密度: 1/km² (3/mi²)

人種別人口構成
- 白人: 56.62%
- アフリカン・アメリカン: 0.35%
- ネイティブアメリカン: 13.88%
- アジア人: 0.14%
- 太平洋諸島系:0.11%
- その他の人種: 25.62%
- 混血(2人種間以上の): 3.28%
- ヒスパニック・ラテン系: 72.89%

世帯と家族（対世帯数）
- 全世帯数: 15,044世帯
- 18歳未満の子供がいる:36.90%
- 結婚・同居している夫婦: 48.80%
- 未婚・離婚・死別女性が世帯主: 15.90%
- 非家族世帯: 28.10%
- 単身世帯: 23.50%
- 65歳以上の老人1人暮らし: 7.80%
- 平均構成人数
  - 世帯: 2.71人
  - 家族: 3.19人

年別人口構成
- 18歳未満: 28.60%
- 18-24歳: 8.90%
- 25-44歳: 28.80%
- 45-64歳: 22.90%
- 65歳以上: 10.90%
- 年齢の中央値: 34歳
- 性比（女性100人あたり男性の人口）
  - 総人口: 98.00人
  - 18歳以上: 97.70人

収入と家計
- 収入の中央値
  - 世帯: 29,429米ドル
  - 家族: 32,901米ドル
  - 性別
    - 男性: 26,897米ドル
    - 女性: 22,223米ドル
- 人口1人あたり収入: 14,263米ドル
- 貧困線以下
  - 対家族: 16.60%
  - 対人口: 20.30%
  - 18歳未満: 23.30%
  - 65歳以上: 22.90%

## 主な市および町
- Tierra Amarilla（郡庁所在地）
- サンフアン
- en:Abiquiu
- Alcalde
- Chama
- Chimayo
- Dixon
- Dulce
- Española
- Santa Clara Pueblo
- Truchas

## その他の場所
- en:Puye Cliff Dwellings
- en:Ghost Ranch
- en:Echo amphitheatre
- en:Cumbres & Toltec Scenic Railroad
- en:Monastery of Christ in the Desert